# Sedrick Ellis
Sedrick Ellis (* 9. Mai 1985 in Chino, Kalifornien) ist ein ehemaliger US-amerikanischer Footballspieler. Er spielte für die New Orleans Saints in der National Football League (NFL).
Sedrick Ellis spielte im College als Defensive Tackle für die University of Southern California. Im NFL Draft 2008 wurde er an 7. Stelle in der 1. Runde von den New Orleans Saints gedraftet. Seine 1. Saison schloss er mit 30 Tackles und 4 Sacks ab.